# Diabrotica fucata
Diabrotica fucata is een keversoort uit de familie bladkevers (Chrysomelidae). De wetenschappelijke naam van de soort werd in 1787 gepubliceerd door Johann Christian Fabricius als Crioceris fucata. De soort is de typesoort van het geslacht Diabrotica